# Битка при Виляфранка
Битката при Виляфранка е сблъсък на 17 март 1809 г., по време на френската окупация на провинция Леон, част от Полуостровната война. Сражението се води между френски отряд и испански милиции. След кървава четиричасова обсада, оцелелите войници от изолирания френски гарнизон на Виляфранка се предават на отряда на бригадир Хосе де Мендисабал.